# Gaomi
Gaomi (chiń. 高密; pinyin Gāomì) – miasto na prawach powiatu we wschodnich Chinach, w prowincji Szantung, w prefekturze miejskiej Weifang. W 2000 roku liczba mieszkańców miasta wynosiła 842 403. 

## Historia
Za rządów dynastii Qin na terytorium dzisiejszego miasta utworzono powiat Gaomi, który należał do komanderii Jiaodong (胶东郡). W okresie zachodniej dynastii Han miejscowość stała się częścią królestwa lennego Gaomi (高密國). Za rządów dynastii Tang Gaomi należało do prefektury Mi (密州). W czasie panowania dynastii Yuan miejscowość podlegała prefekturze Jiao (胶州; obecnie miasto Jiaozhou). Na początku rządów dynastii Ming Gaomi było siedzibą prefektury Qingzhou (青州府). W 1376 roku miejscowość włączono do prefektury Laizhou (莱州府). 18 maja 1994 roku Gaomi otrzymało status miasta na prawach powiatu.